# Склеп родини Фальц-Фейнів
Склеп родини Фальц-Фейнів — нині занедбаний, розграбований і зруйнований фамільний склеп роду Фальц-Фейнів.
Склеп був побудований у стилі ренесансу, модерну, візантійського і татарського зодчества на кургані поблизу Круглого озера на Херсонщині в селі Новочорномор'я наприкінці XIX століття у 1897 році представником роду Фальц-Фейнів, яким в ті роки належало село Олександром Едуардовичем — почесним членом Херсонського піклування дитячих притулків, братом засновника сусіднього поселення Асканія-Нова.
Спочатку склеп створювався як усипальниця для подружжя самого барона Олександра Едуардовича, однак, згодом він і сам був похований в його стінах. Ймовірно, нащадки роду Фальц-Фейнів також повинні були бути поховані в родинному склепі. Однак, через переворот 1917 року склеп  розграбували мародери та бандити. У наступні роки останки барона і його дружини були викрадені, а сам склеп повністю розграбований і протягом 1917-1930 років зруйнований.
Сьогодні на місці фамільного склепу залишилися лише вежа від каплиці та сама усипальниця.
З кургану, який є ледве не єдиною височиною поблизу — відкривається широка панорама на околиці, в тому числі на Чорне море і Залізний Порт.

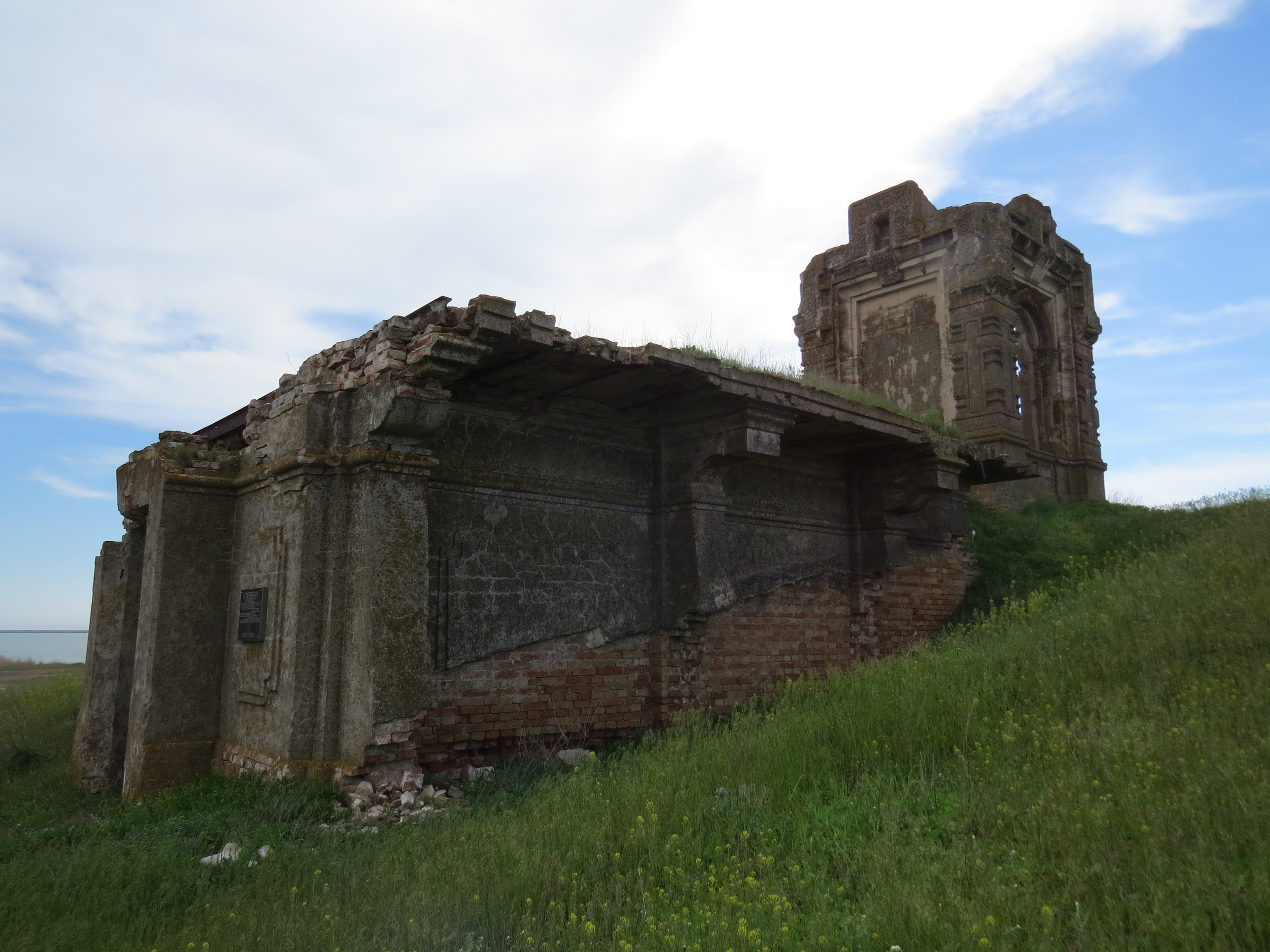
Загальний вид (квітень 2014 року)
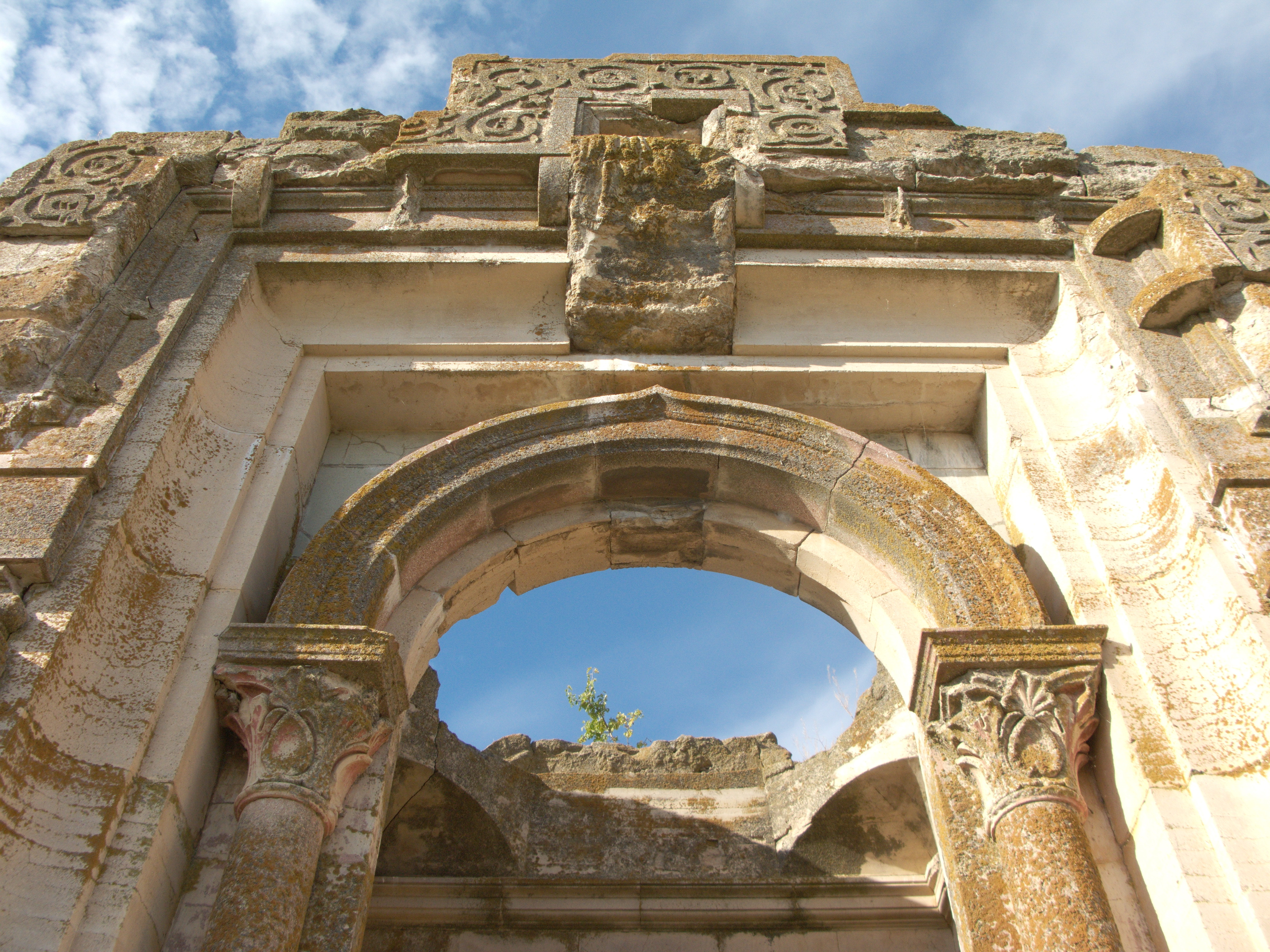
Вид зблизька (вересень 2010 року)
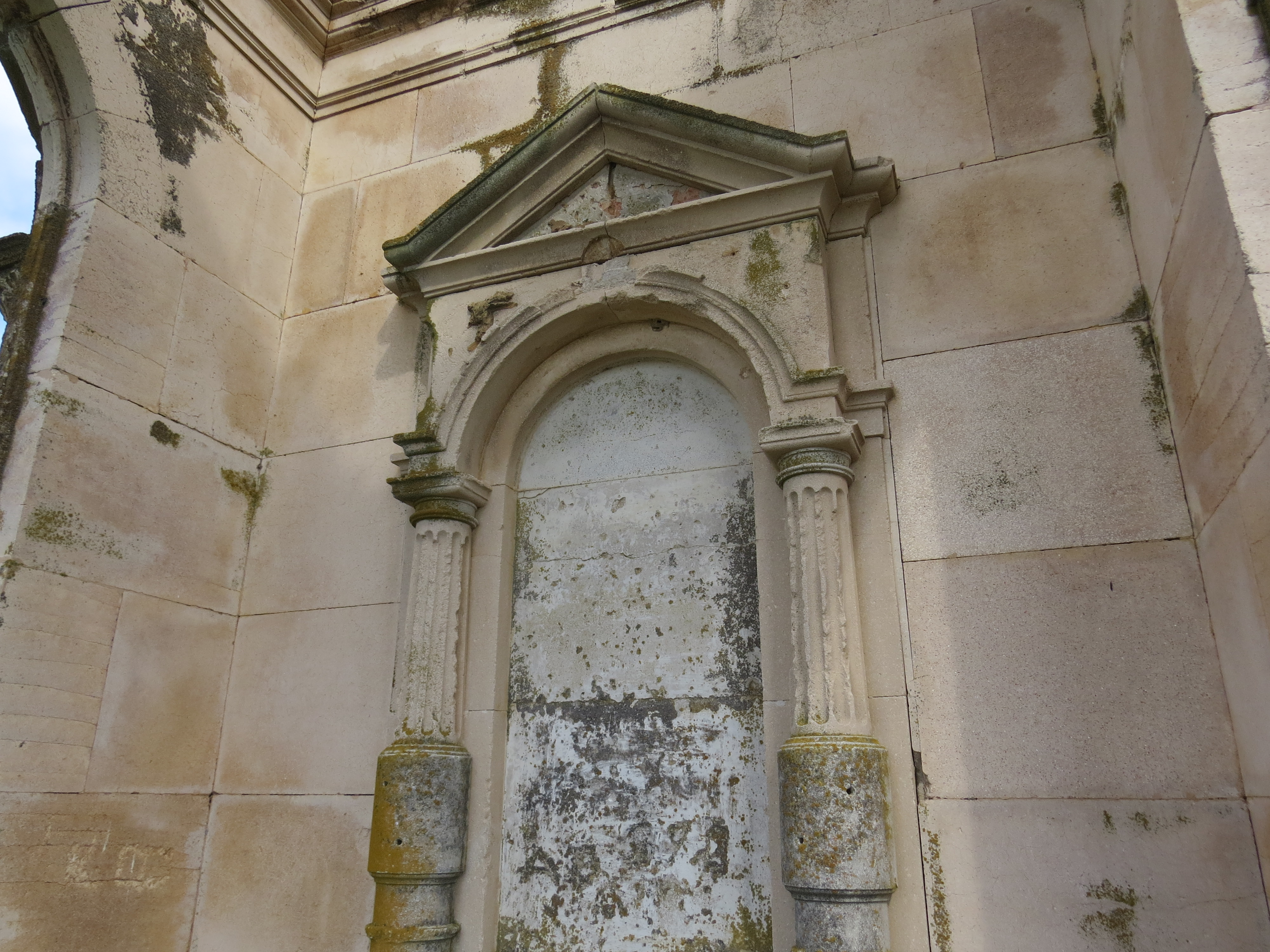
Внутрішня стіна (квітень 2014 року)
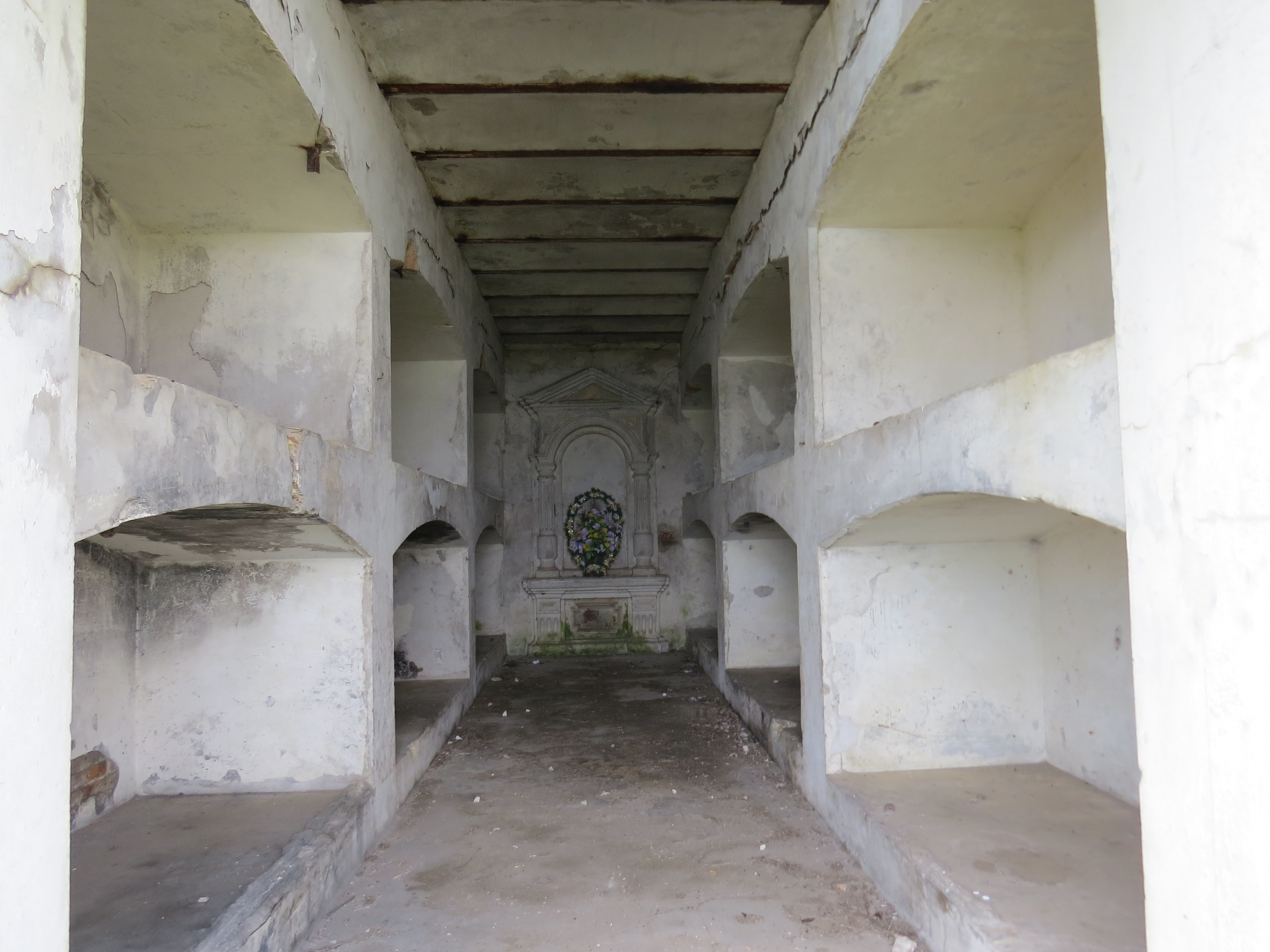
Вид всередині (квітень 2014 року)

## Рід Фальц-Фейнів
Один з найбільш відомих і багатих родів Херсонської губернії Російської Імперії на початок XX століття. Рід походить від найдавніших дворянських родів Ліхтенштейну і на піку свого впливу володів понад 8% території губернії. Представники роду носили формальний титул «королів Таврійських степів», через свій значний внесок у розвиток регіону. В основному знані створенням заповідника-перлини сучасної Херсонської області — Асканії-Нови.